# 보아즈칼레

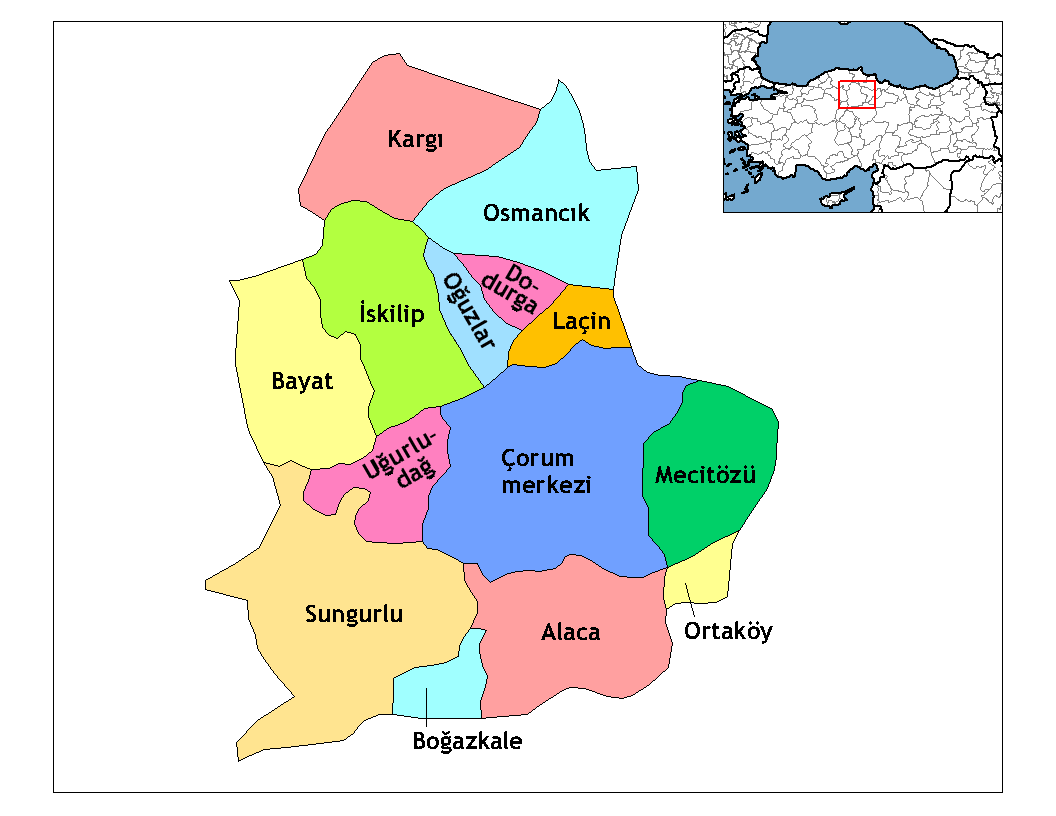
보아즈칼레의 위치

보아즈칼레(튀르키예어: Boğazkale)는 앙카라 동방 약 150km에 위치하며 히타이트 왕조의 수도였다. 시는 약 400년간 번영했으나, 기원전 1200년경 히타이트 왕조의 멸망과 더불어 파괴되었다. 20세기 초에 히타이트어로 씌어진 고문서가 발견되어 왕조 시대의 정치·경제기구 등이 밝혀졌다.